# Khalil Sakakini
Pour les articles homonymes, voir Khalil.
Khalil Sakakini (en arabe : خليل السكاكيني) (né le 23 janvier 1878 à Jérusalem - mort le 13 août 1953) est un poète, écrivain, essayiste, et homme politique palestinien de famille syro-libanaise.

## Biographie
Khalil Sakakini est né à Jérusalem le 23 janvier 1878. Il entre d'abord à l'école grecque-orthodoxe de la ville avant de rentrer à l'université de la Société de mission chrétienne (SMC), puis au collège anglais de Sion, où il étudie la littérature.
Plus tard, il quitte la Palestine pour le Royaume-Uni, puis pour les États-Unis. Aux États-Unis, il devient professeur d'arabe, contribuant et participant à la traduction de plusieurs magazines littéraires arabes de la côte est.
À son retour en Palestine, en 1908, il devient journaliste pour le journal Al-Asmai', et il enseigne l'arabe à l'école de Salahiyya de Jérusalem.
En 1909, il fonde l'école de Dusturiyyah, qui est devenue célèbre pour son nationalisme arabe. Sakakini a mené un mouvement de réforme pour les Arabes de rite grec-orthodoxe, il a écrit un livre à ce sujet en 1913, « la Renaissance orthodoxe en Palestine », qui a mené à son excommunication.
En 1914, il écrit : « Si je hais le sionisme, ce n’est pas parce que je m’oppose aux efforts de régénérescence du peuple juif mais parce que j’exècre l’idée de base sur laquelle repose le sionisme — la renaissance d’une nation juive sur les décombres de la nation arabe, car s’emparer de la Palestine, c’est toucher au cœur de la nation arabe. La Palestine est le lien réunissant la péninsule arabe à l’Égypte et à l’Afrique du Nord. Si les Juifs s’en emparent, ils provoqueront la division du monde arabe en deux parties séparées. Ce qui entraînera l’affaiblissement de la cause arabe et réduira à néant les chances de réunification de la nation arabe ».
Les autorités de l'Empire ottoman l'arrêtent en 1917, et le font prisonnier à Damas, pour avoir abrité un immigrant juif-polonais qui était en réalité un espion américain. Après sa libération, il rejoint les nationalistes préparant la Révolte arabe, dont il a écrit l'hymne.
En 1919, il travaille pour l'autorité éducative de la Palestine à Jérusalem. Il continue jusqu'au jour où il est nommé inspecteur pour l'éducation de la Palestine, un poste qu'il tient pendant douze ans, jusqu'à sa démission. Dans le même temps, il écrit sur la politique pour les journaux Al-Muqtataf, Al-Hilal et Al-Siyassa al-Usbu'iyya, où il publie un certain nombre de poésies et de chants patriotiques. Il fonde l'école de Wataniyya en 1925 et le Nahda College en 1938.
En 1948, quelques jours avant la division de Jérusalem et la fondation de l'État d'Israël, Sakakini et sa famille fuient la ville. Ils quittent la ville avec leurs effets personnels, et cherchent à se réfugier au Caire. Sakakini est alors invité par Taha Hussein à rejoindre la prestigieuse Académie de langue arabe.
La mort soudaine de son fils Sari, en 1953 le bouleverse, et il meurt trois mois plus tard, le 13 août 1953. Khalil Sakakini a eu deux filles, Dumya et Hala qui ont habité ensemble à Ramallah jusqu'à leur mort, en 2002 et en 2003. Les deux sœurs ont eu une longue carrière dans l'éducation. Hala a édité les journaux de son père en 1955 et a écrit deux mémoires en anglais, « Jérusalem and I » et « Twosome ».
Hormis son nationalisme arabe, Sakakini était un défenseur perpétuel de la réforme sociale. Son travail inclut des travaux éducatifs, des collections de poésies, des essais littéraires, moraux et politiques, ainsi qu'un journal. Une rue et une école à Jérusalem portent son nom, ainsi que la bibliothèque de la mosquée de Jazzar à Acre, et une rue au Caire. Ses travaux sont conservés à l'université hébraïque de Jérusalem.